# Gouvernement Major II
Royaume-Uni
Major I Blair I
Le gouvernement Major (2) (en anglais : Second Major Ministry) est le quatre-vingt-neuvième gouvernement du Royaume-Uni, entre le 10 avril 1992 et le 2 mai 1997, durant la cinquante-et-unième législature de la Chambre des communes.

## Historique du mandat
Dirigé par le Premier ministre conservateur sortant John Major, ce gouvernement est constitué et soutenu uniquement par le Parti conservateur (Tory). Seul, il dispose de 336 députés sur 650, soit 51,7 % des sièges de la Chambre des communes.
Il est formé à la suite des élections législatives du 9 avril 1992.
Il succède donc au gouvernement Major I, constitué et soutenu par le seul parti Tory.
Au cours du scrutin, les Tories connaissent un certain recul en perdant 40 sièges. Ils parviennent cependant à conquérir une quatrième majorité absolue consécutive depuis 1979. En conséquence, la reine Élisabeth II confirme Major dans ses fonctions et le charge de former un nouvel exécutif. Ce dernier présente son équipe deux jours plus tard, qui compte quatre nouveaux membres, dont deux femmes, et onze changements d'affectation. À cette occasion, il crée le département du Patrimoine national, chargé des affaires culturelles.
En cinq ans Major réalise trois remaniements ministériels, dont deux importants à seulement un an d'écart.
Le 22 juin 1995, fatigué des menaces de contestation qui ne se concrétisent pas, John Major annonce qu'il démissionne de la direction du Parti conservateur, conduisant à une élection le 4 juillet. Il se retrouve alors opposé au secrétaire d'État pour le Pays de Galles John Redwood, qu'il devance de 129 voix. En conséquence, il opère un remaniement le lendemain au cours duquel Michael Heseltine est promu Vice-Premier ministre, une fonction disparue depuis novembre 1990, et Redwood débarqué du cabinet.
À la suite de la mort du député conservateur de Wirral South Barry Porter et de la défection de Peter Thurnham vers les libéraux, le gouvernement se trouve en minorité à partir du mois de décembre 1996. Ne pouvant plus attendre plus longtemps, Major annonce le 17 mars 1997 la dissolution des Communes et la tenue des élections législatives le 1er mai suivant.
Au cours de ce scrutin, le Parti travailliste (Labour) de Tony Blair remporte une victoire historique avec plus de 60 % des sièges tandis que les Tories s'effondrent et perdent 178 députés, soit plus de la moitié de leur groupe parlementaire. Dès le lendemain, Blair constitue son premier gouvernement et ouvre treize années d'opposition pour le Parti conservateur.

## Composition

### Initiale (10 avril 1992)
- Les nouveaux ministres sont indiqués en gras, ceux ayant changé d'attributions en italique.

| Fonction                                                                 | Titulaire | Titulaire                                       | Parti |
| ------------------------------------------------------------------------ | --------- | ----------------------------------------------- | ----- |
| Premier ministre Premier lord au Trésor Ministre de la Fonction publique |           | John Major                                      | Tory  |
| Chancelier de l'Échiquier                                                |           | Norman Lamont                                   | Tory  |
| Lord Chancelier                                                          |           | James Mackay                                    | Tory  |
| Lord Président du Conseil Leader de la Chambre des communes              |           | Tony Newton                                     | Tory  |
| Lord du Sceau privé Leader de la Chambre des lords                       |           | John Wakeham                                    | Tory  |
| Secrétaire d'État des Affaires étrangères et du Commonwealth             |           | Douglas Hurd                                    | Tory  |
| Secrétaire d'État à l'Intérieur                                          |           | Kenneth Clarke                                  | Tory  |
| Secrétaire d'État à la Défense                                           |           | Malcolm Rifkind                                 | Tory  |
| Secrétaire d'État à l'Éducation et à la Science                          |           | John Patten                                     | Tory  |
| Secrétaire d'État à l'Emploi                                             |           | Gillian Shephard                                | Tory  |
| Secrétaire d'État au Patrimoine national                                 |           | David Mellor (jusqu'au 22/09/1992) Peter Brooke | Tory  |
| Secrétaire d'État à l'Environnement                                      |           | Michael Howard                                  | Tory  |
| Secrétaire d'État à la Santé                                             |           | Virginia Bottomley                              | Tory  |
| Secrétaire d'État au Commerce et à l'Industrie                           |           | Michael Heseltine                               | Tory  |
| Secrétaire d'État aux Transports                                         |           | John MacGregor                                  | Tory  |
| Secrétaire d'État à la Sécurité sociale                                  |           | Peter Lilley                                    | Tory  |
| Secrétaire d'État pour l'Écosse                                          |           | Ian Lang                                        | Tory  |
| Secrétaire d'État pour le Pays de Galles                                 |           | David Hunt                                      | Tory  |
| Secrétaire d'État pour l'Irlande du Nord                                 |           | Patrick Mayhew                                  | Tory  |
| Chancelier du duché de Lancastre                                         |           | William Arthur Waldegrave                       | Tory  |
| Secrétaire en chef du Trésor                                             |           | Michael Portillo                                | Tory  |
| Ministre de l'Agriculture, de la Pêche et de l'Alimentation              |           | John Gummer                                     | Tory  |
| Whip en chef                                                             |           | Richard Ryder                                   | Tory  |

### Remaniement du27 mai 1993
- Les nouveaux ministres sont indiqués en gras, ceux ayant changé d'attributions en italique.

| Fonction                                                                 | Titulaire | Titulaire                 | Parti |
| ------------------------------------------------------------------------ | --------- | ------------------------- | ----- |
| Premier ministre Premier Lord au Trésor Ministre de la Fonction publique |           | John Major                | Tory  |
| Chancelier de l'Échiquier                                                |           | Kenneth Clarke            | Tory  |
| Lord Chancelier                                                          |           | James Mackay              | Tory  |
| Lord Président du Conseil Leader de la Chambre des communes              |           | Tony Newton               | Tory  |
| Lord du Sceau privé Leader de la Chambre des lords                       |           | John Wakeham              | Tory  |
| Secrétaire d'État des Affaires étrangères et du Commonwealth             |           | Douglas Hurd              | Tory  |
| Secrétaire d'État à l'Intérieur                                          |           | Michael Howard            | Tory  |
| Secrétaire d'État à la Défense                                           |           | Malcolm Rifkind           | Tory  |
| Secrétaire d'État à l'Éducation et à la Science                          |           | John Patten               | Tory  |
| Secrétaire d'État à l'Emploi                                             |           | David Hunt                | Tory  |
| Secrétaire d'État au Patrimoine national                                 |           | Peter Brooke              | Tory  |
| Secrétaire d'État à l'Environnement                                      |           | John Gummer               | Tory  |
| Secrétaire d'État à la Santé                                             |           | Virginia Bottomley        | Tory  |
| Secrétaire d'État au Commerce et à l'Industrie                           |           | Michael Heseltine         | Tory  |
| Secrétaire d'État aux Transports                                         |           | John MacGregor            | Tory  |
| Secrétaire d'État à la Sécurité sociale                                  |           | Peter Lilley              | Tory  |
| Secrétaire d'État pour l'Écosse                                          |           | Ian Lang                  | Tory  |
| Secrétaire d'État pour le Pays de Galles                                 |           | John Redwood              | Tory  |
| Secrétaire d'État pour l'Irlande du Nord                                 |           | Patrick Mayhew            | Tory  |
| Chancelier du duché de Lancastre                                         |           | William Arthur Waldegrave | Tory  |
| Secrétaire en chef du Trésor                                             |           | Michael Portillo          | Tory  |
| Ministre de l'Agriculture, de la Pêche et de l'Alimentation              |           | Gillian Shephard          | Tory  |
| Whip en chef                                                             |           | Richard Ryder             | Tory  |

### Remaniement du20 juillet 1994
- Les nouveaux ministres sont indiqués en gras, ceux ayant changé d'attributions en italique.

| Fonction                                                                 | Titulaire | Titulaire                 | Parti |
| ------------------------------------------------------------------------ | --------- | ------------------------- | ----- |
| Premier ministre Premier Lord au Trésor Ministre de la Fonction publique |           | John Major                | Tory  |
| Chancelier de l'Échiquier                                                |           | Kenneth Clarke            | Tory  |
| Lord Chancelier                                                          |           | James Mackay              | Tory  |
| Lord Président du Conseil Leader de la Chambre des communes              |           | Tony Newton               | Tory  |
| Lord du Sceau privé Leader de la Chambre des lords                       |           | Robert Gascoyne-Cecil     | Tory  |
| Secrétaire d'État des Affaires étrangères et du Commonwealth             |           | Douglas Hurd              | Tory  |
| Secrétaire d'État à l'Intérieur                                          |           | Michael Howard            | Tory  |
| Secrétaire d'État à la Défense                                           |           | Malcolm Rifkind           | Tory  |
| Secrétaire d'État à l'Éducation et à la Science                          |           | Gillian Shephard          | Tory  |
| Secrétaire d'État à l'Emploi                                             |           | Michael Portillo          | Tory  |
| Secrétaire d'État au Patrimoine national                                 |           | Stephen Dorrell           | Tory  |
| Secrétaire d'État à l'Environnement                                      |           | John Gummer               | Tory  |
| Secrétaire d'État à la Santé                                             |           | Virginia Bottomley        | Tory  |
| Secrétaire d'État au Commerce et à l'Industrie                           |           | Michael Heseltine         | Tory  |
| Secrétaire d'État aux Transports                                         |           | Brian Mawhinney           | Tory  |
| Secrétaire d'État à la Sécurité sociale                                  |           | Peter Lilley              | Tory  |
| Secrétaire d'État pour l'Écosse                                          |           | Ian Lang                  | Tory  |
| Secrétaire d'État pour le Pays de Galles                                 |           | John Redwood              | Tory  |
| Secrétaire d'État pour l'Irlande du Nord                                 |           | Patrick Mayhew            | Tory  |
| Chancelier du duché de Lancastre                                         |           | David Hunt                | Tory  |
| Secrétaire en chef du Trésor                                             |           | Jonathan Aitken           | Tory  |
| Ministre de l'Agriculture, de la Pêche et de l'Alimentation              |           | William Arthur Waldegrave | Tory  |
| Whip en chef                                                             |           | Richard Ryder             | Tory  |
| Ministre sans portefeuille                                               |           | Jeremy Hanley             | Tory  |

### Remaniement du5 juillet 1995
- Les nouveaux ministres sont indiqués en gras, ceux ayant changé d'attributions en italique.

| Fonction                                                                 | Titulaire | Titulaire                 | Parti |
| ------------------------------------------------------------------------ | --------- | ------------------------- | ----- |
| Premier ministre Premier Lord au Trésor Ministre de la Fonction publique |           | John Major                | Tory  |
| Vice-Premier ministre                                                    |           | Michael Heseltine         | Tory  |
| Chancelier de l'Échiquier                                                |           | Kenneth Clarke            | Tory  |
| Lord Chancelier                                                          |           | James Mackay              | Tory  |
| Lord Président du Conseil Leader de la Chambre des communes              |           | Tony Newton               | Tory  |
| Lord du Sceau privé Leader de la Chambre des lords                       |           | Robert Gascoyne-Cecil     | Tory  |
| Secrétaire d'État des Affaires étrangères et du Commonwealth             |           | Malcolm Rifkind           | Tory  |
| Secrétaire d'État à l'Intérieur                                          |           | Michael Howard            | Tory  |
| Secrétaire d'État à la Défense                                           |           | Michael Portillo          | Tory  |
| Secrétaire d'État à l'Éducation et à l'Emploi                            |           | Gillian Shephard          | Tory  |
| Secrétaire d'État au Patrimoine national                                 |           | Virginia Bottomley        | Tory  |
| Secrétaire d'État à l'Environnement                                      |           | John Gummer               | Tory  |
| Secrétaire d'État à la Santé                                             |           | Stephen Dorrell           | Tory  |
| Secrétaire d'État au Commerce et à l'Industrie                           |           | Ian Lang                  | Tory  |
| Secrétaire d'État aux Transports                                         |           | George Young              | Tory  |
| Secrétaire d'État à la Sécurité sociale                                  |           | Peter Lilley              | Tory  |
| Secrétaire d'État pour l'Écosse                                          |           | Michael Forsyth           | Tory  |
| Secrétaire d'État pour le Pays de Galles                                 |           | William Hague             | Tory  |
| Secrétaire d'État pour l'Irlande du Nord                                 |           | Patrick Mayhew            | Tory  |
| Chancelier du duché de Lancastre                                         |           | Roger Freeman             | Tory  |
| Secrétaire en chef du Trésor                                             |           | William Arthur Waldegrave | Tory  |
| Ministre de l'Agriculture, de la Pêche et de l'Alimentation              |           | Douglas Hogg              | Tory  |
| Whip en chef                                                             |           | Richard Ryder             | Tory  |
| Ministre sans portefeuille                                               |           | Brian Mawhinney           | Tory  |